# Yembereng

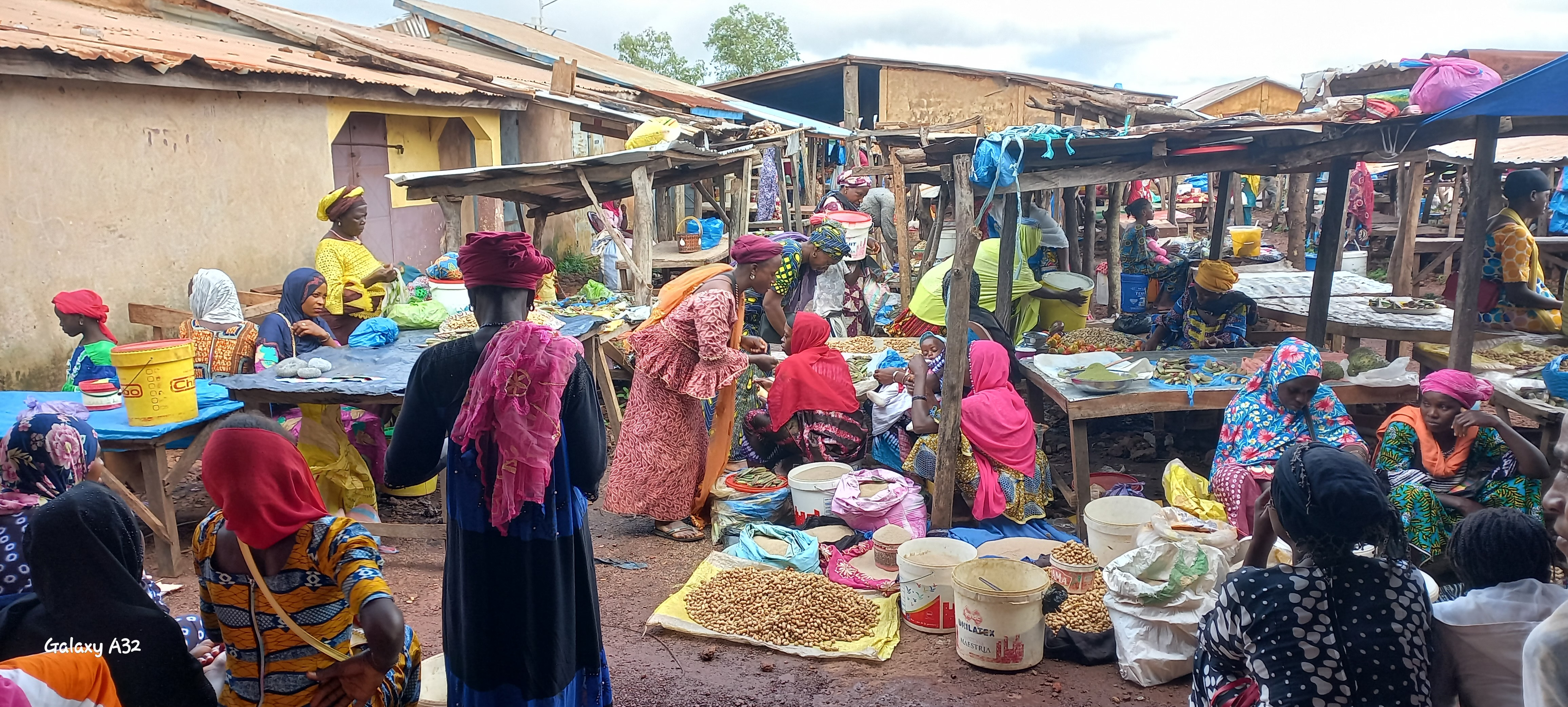
Marché de yembering

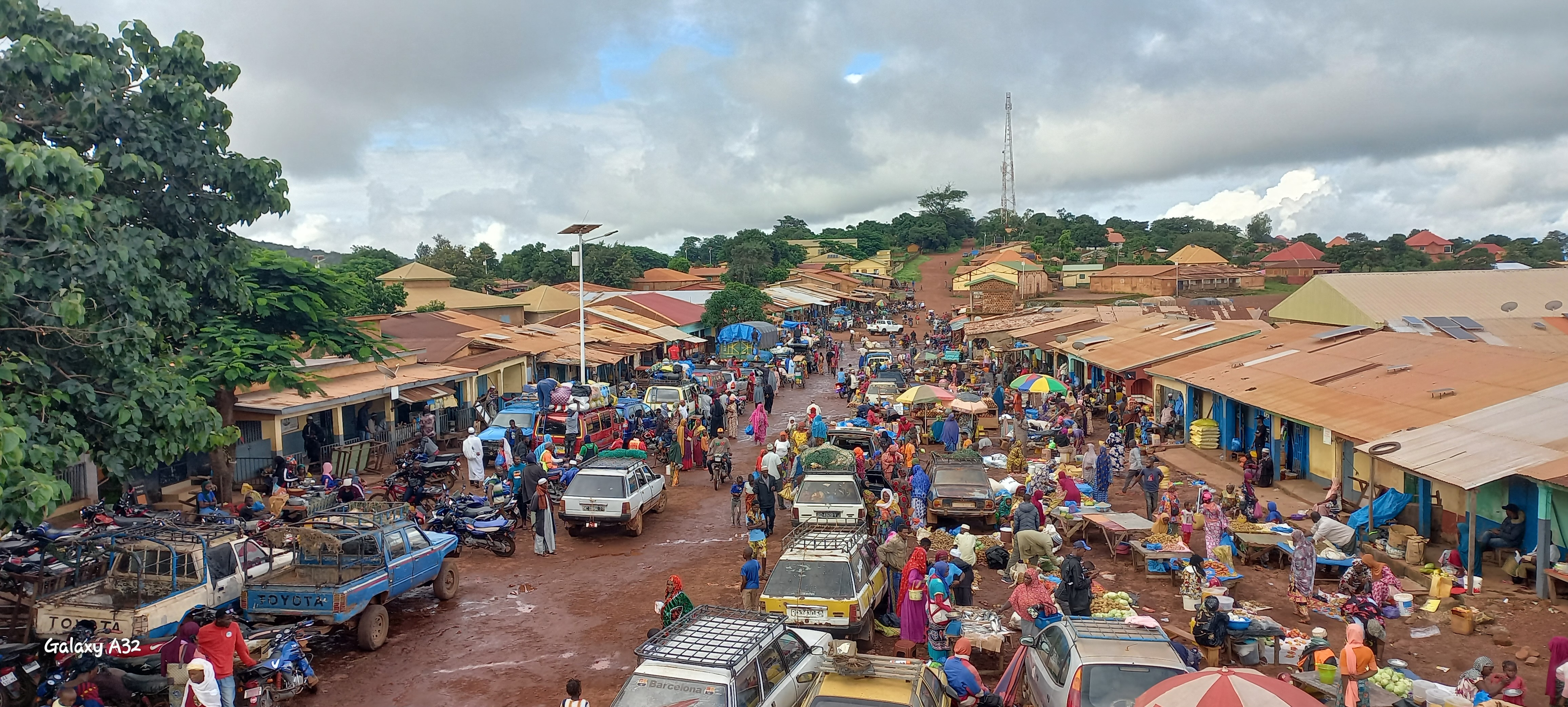
Gare routière de yembering

Yembereng (ou Yambereng, Yimbéring) est une ville et une sous-préfecture de Guinée, rattachée à la préfecture de Mali et la région de Labé. 

## Population
En 2016, le nombre d'habitants est estimé à 37 443, à partir d'une extrapolation officielle du recensement de 2014 qui en avait dénombré 35 010.

## Subdivision administrative

### Districts
Yembering centre, M'Bara, Keelin, sooto, Pellal, Goumba, Dogol, Horé Ndala, Horé saaré, Sinthourou, Tenketa.